# Татяна Божок
Татяна Андреевна Божок (родена на 21 януари 1957 г., Москва) е съветска и руска театрална и филмова актриса.

## Биография
Тя е родена на 21 януари 1957 г. в Москва в многодетно семейство. Баща ѝ е железопътен работник, а майка ѝ отглежда шест деца.
Завършва московско училище № 581. Учи в студиото за млади актьори на Двореца на пионерите на Шаболовка.
За първи път се появява във филм през 1972 г., докато е още в училище, в епизода от 3-та серия „Малка книжка“ на телевизионния сериал „Момчета от нашия двор“. Три години след ролята си във филма „Всеки ден на доктор Калинникова“, през 1976 г., тя е записана във 2-ра година на ВГИК в работилницата на Сергей Бондарчук и Ирина Скобцева по искане на Бондарчук, без да полага приемни изпити.
Завършва ВГИК през 1977 г. След като получава дипломата си, е приета в екипа на Театъра за студио за филмови актьори, където работи повече от десет години.
Появява се не само във филми, но и в кинохрониките „Йералаш“ и „Фитил“.
След 1991 г. практически отказва предложения за участия във филми и основната ѝ професия става дублаж на чужди филми и анимационни филми. Най-често озвучава деца или жени с високи гласове.

## Филмография
| От   | Заглвие                                                     | Роля                                       |
| ---- | ----------------------------------------------------------- | ------------------------------------------ |
| 1973 | Каждый день доктора Калинниковой                            | Танечка                                    |
| 1975 | Они сражались за Родину                                     | медсестра                                  |
| 1976 | 12 стульев                                                  | Лиза, жена Коли (3 серия)                  |
| 1977 | Фронт за линией фронта                                      | Маша                                       |
| 1978 | В день праздника                                            | Анна Павловна, подруга Серёжи              |
| 1979 | В одно прекрасное детство                                   | девушка в красной косынке                  |
| 1979 | День свадьбы придётся уточнить                              | Света                                      |
| 1979 | На таёжных ветрах                                           | Глаша                                      |
| 1979 | Взрослый сын                                                | Кира                                       |
| 1979 | Сегодня и завтра                                            | Варвара Трофимовна                         |
| 1979 | Мой первый друг                                             | учитель географии                          |
| 1979 | Здесь, на моей земле                                        | лаборантка                                 |
| 1980 | Там, за семью горами                                        | Алёна                                      |
| 1980 | Дамы приглашают кавалеров                                   | Марина                                     |
| 1981 | Всё наоборот                                                | студентка, одна из кандидатов в репетиторы |
| 1982 | О тебе                                                      | Аля                                        |
| 1983 | Тревожное воскресенье                                       | Лена Чагина                                |
| 1983 | Золотые рыбки                                               | продавщица Зиночка                         |
| 1983 | Одиноким предоставляется общежитие                          | Маша                                       |
| 1983 | Ворота в небо                                               | Вера                                       |
| 1983 | Приключения Петрова и Васечкина, обыкновенные и невероятные | учительница географии                      |
| 1984 | Очень важная персона                                        | секретарша Света                           |
| 1984 | Граждане Вселенной                                          | Нина Григорьевна                           |
| 1984 | Гостья из будущего                                          | Инна Кирилловна, мама Коли Герасимова      |
| 1984 | Столкновение                                                | Влада                                      |
| 1985 | Осторожно – Василёк!                                        | Ольга Ивановна, классный руководитель      |
| 1989 | Из жизни Фёдора Кузькина                                    | секретарь суда                             |
| 1989 | Грань                                                       | Екатерина Ивановна                         |
| 1991 | Болотная стрит, или Средство против секса                   | Фаина                                      |